# Reggus
El Reggus és un festival musical de reggae i ska que se celebra a Reus (Baix Camp) a Catalunya. Nasqué l'any 1994 i se celebra a finals de maig.
L'Associació cultural "I què?" amb Joan Rosich i Josep Maria (Pitus) Borràs al capdavant van ser els promotors i les primeres edicions es van celebrar al Pavelló Olímpic Municipal de Reus (1994-1997) al camp de futbol de Mas Iglesias (1998) i a La Palma (1999-2006), després també es van fer al camp de futbol de la Pastoreta, al Parc del Roquís, tornà a La Palma (2010)
L'èxit va fer que el 2007 va haver de passar de La Palma cap al Camp d'Esports. El 2009 el cantant jammaicà Derrick Morgan va encapçalar la setzena edició del festival. L'Associació Cultural Reggus, que organitzava el festival fins al 2011, quan va prendre el relleu Di Farm Produccions, realitzava altres activitats a més del concert, com són passes de vídeo, exposicions o algun cop altres concerts., i l'edició de 2012 es va fer en diversos locals de la ciutat en un format més petit i autogestionari. Entre els grups participants del 2012, destaquen Dr. Calypso, The Skatalites, Max Romeo, Derrick Morgan i Skatalà. El 2015 Dr. Ring Ding i Freedom Street Band van ser els caps de cartell.